# Faltusco
Faltusco es un localismo predominante en Córdoba y en diferentes localidades como  Baena,  Villafranca de Córdoba,  Lucena, Priego de Córdoba y otras poblaciones de la Subbética Cordobesa, con el cual se designa a alguien cuyo comportamiento no alcanza a ser el que se considera normal, o normalizado conforme a los estándares comunes, sino más bien al contrario, parece corresponderse con el de una persona de tan pocas luces que se diría que sufre una especie de síndrome de oligofrenia leve.
Su pronunciación coloquial sustituye la l por una r, de manera que en su fonética costumbrista suena como fartusco. La intención del sujeto que profiere esta palabra, es siempre despectiva o, incluso, ofensiva. También se puede usar en tono jocoso.
Probablemente derive de 'falto'
http://dle.rae.es/?id=HZSVumi
En la localidad cordobesa de Baena se utiliza como sinónimo de faltón o faltona: persona irrespetuosa en el trato, uso de la palabra o comportamiento en general y que pone en evidencia las limitaciones o faltas de los demás. Es decir, faltusco sería el que expresa de forma irrespetuosa las faltas o errores de los demás.